# والتر نيوتن ريد
والتر نيوتن ريد (بالإنجليزية: Walter Newton Read)‏ هو محامي وضابط أمريكي، ولد في 8 فبراير 1918 في كامدن في الولايات المتحدة، وتوفي في 22 ديسمبر 2001 في Cinnaminson Township, New Jersey ‏ في الولايات المتحدة.